# 科琳娜·斯托达德
科琳娜·斯托达德（英語：Corinne Stoddard，2001年8月15日—），美国女子短道速滑运动员，2023年冬季世界大学生运动会女子3000米接力铜牌得主、2024年世界短道速滑锦标赛女子1500米铜牌得主。